# Nigel Biggar
Nigel John Biggar, baron Biggar (né le 14 mars 1955), est un prêtre anglican britannique, théologien, éthicien et pair à vie. De 2007 à 2022, il est professeur Regius de théologie morale et pastorale à l'Université d'Oxford.

## Jeunesse et éducation
Nigel John Biggar est né le 14 mars 1955 à Castle Douglas, en Écosse,.
Il fait ses études à la Monkton Combe School, une école privée près de Bath, Somerset. Il étudie l'histoire moderne au Worcester College d'Oxford, où il obtient une licence en arts en 1976, promu en maîtrise ès arts en 1978.
Biggar fréquente l'Université de Chicago, où il obtient une maîtrise en études religieuses en 1980, et le Collège évangélique Regent de Vancouver, où il obtient une maîtrise en études chrétiennes en 1981. Il retourne à l'Université de Chicago pour étudier pour son doctorat en théologie chrétienne et obtient un doctorat en philosophie en 1986.

## Carrière
À son retour à Oxford en 1985, Biggar devient bibliothécaire et chercheur à Latimer House. Il enseigne également l'éthique chrétienne à Wycliffe Hall, Oxford, de 1987 à 1994.
Il est ordonné dans l'Église d'Angleterre comme diacre en 1990 et comme prêtre en 1991. Pendant la majeure partie des années 1990, il est aumônier et membre de l'Oriel College d’Oxford. En 1999, il prend la chaire de théologie à l'Université de Leeds, et en 2004, il passe à la chaire de théologie et d'éthique au Trinity College de Dublin.
En 2007, il devient professeur Regius de théologie morale et pastorale à l'Université d'Oxford. Il devient également chanoine de la cathédrale Christ Church d'Oxford. Il prend sa retraite en septembre 2022.

## Recherches sur le colonialisme

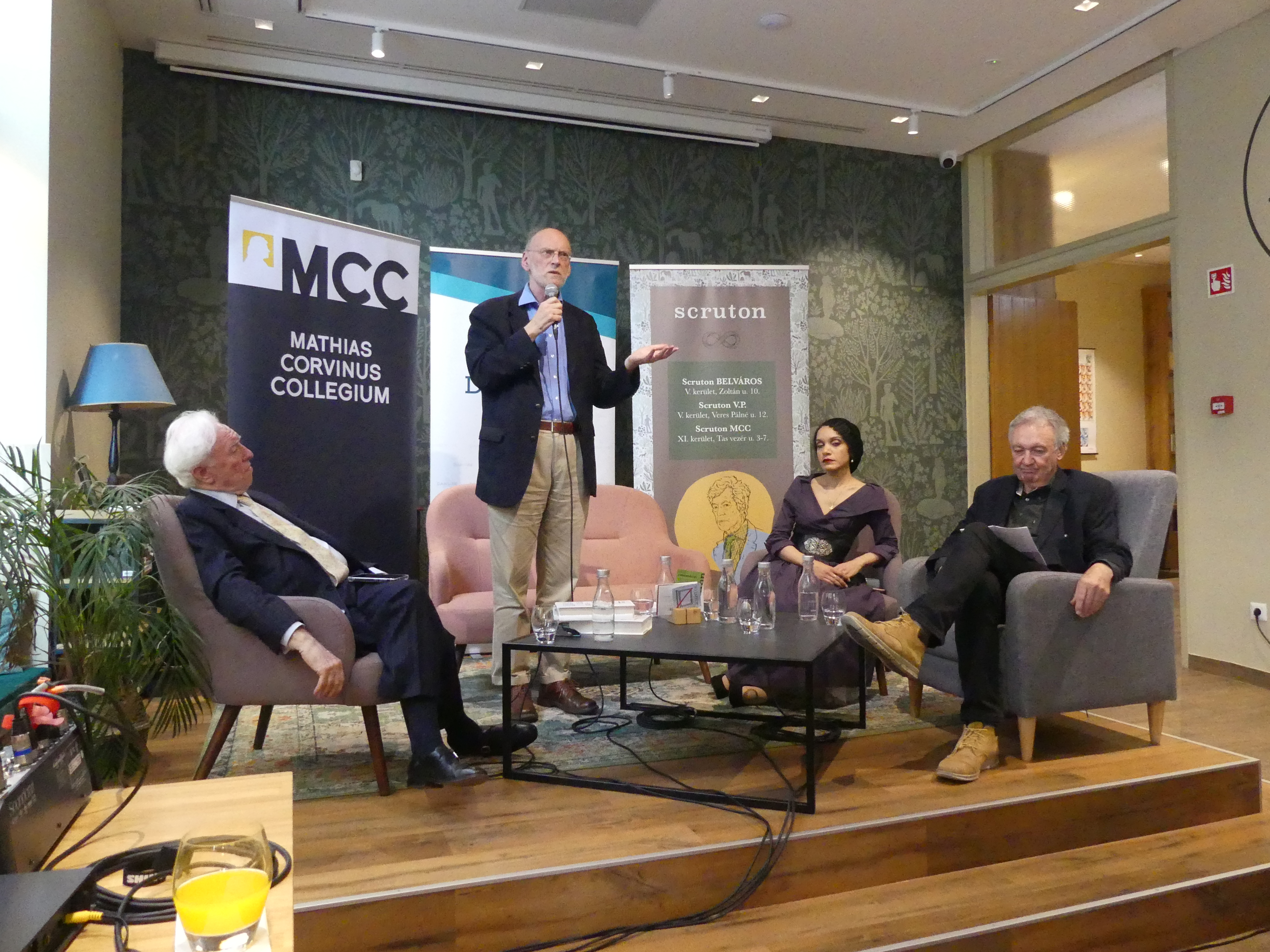
Chez Scruton Veres Pálné, Budapest, Hongrie

En 2017, Biggar lance un projet de cinq ans à l'Université d'Oxford, intitulé « Éthique et Empire ». Son objectif déclaré est d'examiner les critiques contre les faits historiques de l'empire,. Les historiens et les universitaires critiquent largement le projet, affirmant qu'il « tentait de contrebalancer la violence commise au nom de l'empire avec ses prétendus avantages »,.
Il publie en 2023, Colonialism. A Moral Reckoning, qui examine la moralité du colonialisme, est initialement accepté par Bloomsbury, mais celui-ci choisit de ne pas le publier, en suggérant que « le sentiment public sur le sujet ne soutient pas actuellement la publication du livre ». Il est finalement publié par HarperCollins, en 2023.
Le livre reçoit à la fois des éloges et des critiques,,,

## Honneurs
Biggar est nommé Commandeur de l'Ordre de l'Empire britannique lors des Birthday Honours de 2021, pour services rendus à l'enseignement supérieur. Il devient pair à vie en janvier 2025 et entre à la chambre des Lords.

## Publications
- The Hastening that Waits: Karl Barth's Ethics (1993)
- Good Life: Reflections on What We Value Today (1997)
- The Revival of Natural Law: Philosophical, Theological and Ethical Responses to the Finnes-Grisez School, avec Rufus Black (2000)
- Burying the Past: Making Peace and Doing Justice After Civil Conflict (2001)
- Aiming to Kill: The Ethics of Euthanasia and Assisted Suicide (2003)
- Religious Voices in Public Places (2009)[15]
- Behaving in Public: How to Do Christian Ethics (2011)
- In Defence of War (2013)
- Between Kin and Cosmopolis: An Ethic of the Nation (2014)
- What's Wrong with Rights? (2020)
- Colonialism. A Moral Reckoning (2023)[10],[16]